# Гилли (обувь)
Гилли (англ. ghillie, мн. ч. англ. ghillies; куаран (гэльск. cuaran)) — традиционная ирландская и шотландская кожаная обувь, носящаяся на толстых шерстяных гольфах. На Аранских островах и графстве Голуэй в Ирландии были известны как пампути (англ. pampooties, ирл. pampúta).

## История
Кожаная обувь была известна у предков шотландев и ирландцев — кельтов достаточно давно и хорошо ценилась даже в Древнем Риме, однако первое упоминание о гилли содержится в письме 1542 года английского историка Джона Элдера к королю Генриху VII среди описания одежды шотландских горцев:

…we can not suffir bair footide… after we have slayne redd deir, we flaye of the skyne, bey and bey, and settinge of our bair foote on the insyde therof, for neid of cunnynge shoemakers, by your Graces pardon, we play the sutters; compasinge and mesuringe so moche therof, as shall retche up to our ancklers, pryckynge the upper part thereof also with holis, that the watrer may repas wher it entris, and stretchide up with a stronge thwange of the same, meitand above our saide ancklers, so, and pleas your noble Grace, we make our shoois: Therefor, we using suche maner of shoois, the roghe hairie syde outwart…
В XVII веке у гилли шотландских помещиков появляется каблук, в результате чего появляется разновидность гилли под названием гилли-броги (англ. ghillie-brogues), ориентировочно в 1640-х годах появляется язычок с бахромой, а перфорация на гилли начинает носить более декоративную, нежели практическую функцию, поскольку из дырочек начинают формироваться замысловатые узоры, а к XIX веку гилли окончательно вытесняется общеевропейской обувью. Пампутис же носили до 1950-х годов. Сейчас гилли используется как обувь для народных танцев (обоими полами в Шотландии и женщинами в Ирландии).

## Конструкция и использование
Гилли представляет собой башмак-поршень с плоской и мягкой подошвой, изготавливающийся из цельного куска кроличьей, реже телячьей кожи, окрашивающейся в чёрный цвет, разные концы которого сшиваются кожаными шнурками, для которых проделываются специальные прорези. Ирландские же пампути изготовлялись из сыромятной (недублёной) коровьей кожи или оленьей шерсти, снятой с крупа. С них шерсть не удалялась, чтобы добиться большей прочности обуви. После снятия кожа для пампути скоблилась, а затем солилась около две недели. Гилли закрепляются на ноге с помощью тканых или кожаных шнурков, продетых через специальные язычки по бокам и завязывающихся на середине голени, в то время как у пампути был всего один шнурок. При постоянном использовании в качестве повседневной обуви срок службы гилли составлял как правило около месяца. Гилли благодаря материалу — коже, и наличию дырочек удобно проветривать и сушить. У гилли-брог, как и у настоящих брог, толстые подошва и небольшой каблук, однако завязки также присутствуют. Они отлично подходят для активного отдыха — охоты и рыбалки, и гораздо лучше обычных гилли выдерживает суровый климат Шотландии и Ирландии. Так как мягкая кожаная подошва натирает ступню, то гилли и пампути носят только с толстыми шерстяными гетрами и чулками, ранее для этой цели пампути также набивали сеном и травой.
Гилли, как было указано выше, используется для шотландских и ирландских народных танцев: для скотиш-степа и «бальных» танцев используются гилли с плоской подошвой, для хайланда у галли подошва также плоская, но более плотная. Помимо моделей с разной полнотой подошвы есть модели, представленные с разным устройством подошвы (полной или разделённой пополам). В обуви для хайланда также встречается внутренняя стелька: слитная, или из двух подушечек под пальцы и пятку, или только под пальцами. Она спасает ноги при частых и длительных тренировках. Исключением является Кейп-Бретон степ, для которого необходима обувь с жёсткой подошвой.

## Производители
Сейчас гилли производят бренды специализирующиеся на шотландском народном костюме и несколько небольших обувных мастерских, в основном в Шотландии и Канаде. Цена ирландских танцевальных гилли составляет от 15 до 60 евро.